# Château de Wijchen

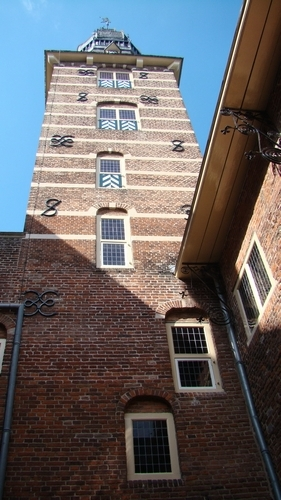
Le donjon vue de la cour.

Le château de Wijchen est un château situé au centre de Wijchen, dans la province néerlandaise de Gueldre. Le château est en partie utilisé comme mairie et comme musée.

## Histoire
La première construction du château fut effectuée à la fin du XIVe siècle : la première mention connue date de 1392. Jusqu'au XVIIe siècle, il s'agissait principalement d'un ouvrage de défense avec une apparence différente de celle du château actuel. Le château a d'abord appartenu aux seigneurs de Galen. Jacob van Galen a vendu le château en 1535 à l'un des seigneurs de Bronckhorst, Herman van Bronckhorst. Cette maison de Bronckhorst possédait également le château de Batenburg et portait aussi le titre de seigneur de Batenburg. Ils ont joué un rôle important dans toute la région de Gueldre. Au fil du temps, le château tomba dans un état de décrépitude. Geertruid van Dalem a repris le château aux Bronckhorst en 1595 à cause de déboires financiers.
En 1609, après la querelle avec son frère Maurice de Nassau sur l'héritage de leur père Guillaume d'Orange, Émilie de Nassau et son mari, Don Emanuel du Portugal, achetèrent le château de Wijchen à la veuve Geertruid van Dalem. Ils ont alors construit un nouveau château sur les anciennes fondations. Son apparence actuelle est le résultat de la construction de cette époque. Emilie et Emanuel ont laissé leur «signature» dans les ancres murales, qui ont la forme d'un double «E».
En 1640, Philips van Nassau, petit-fils de Guillaume d'Orange, achète le château, après quoi d'autres propriétaires suivent, dont la famille Osy qui acquiert le château en 1771. En 1903, il passa aux mains de Dame Van Andringa de Kempenaer, qui souhaitait restaurer le château négligé. Un incendie dévastateur en 1906 a mis un terme à ce projet. Cette propriétaire voulut alors élever une villa à l'emplacement même du château, mais grâce à l'intervention de Victor de Stuers et de sa politique de protection des monuments, cela n'a pas abouti. L'architecte de Nimègue, F. A. Ludewig a restauré le château sur la base des plans de construction originaux du XVIIe siècle.
Après la mort de la veuve Van Andringa de Kempenaer, le château passa aux mains de la commune de Wijchen dans les années 1930, qui l'utilisa comme hôtel de ville. Le château a été entièrement restauré dans les années 1990. Depuis 1996, le musée du château de Wijchen, les salles du conseil municipal et des mariages de la commune y sont installés.
Une campagne de rénovation et de mise en valeur a débuté qui durera jusqu'à fin 2021. Certaines parties auparavant invisibles au public, comme les caves et le cachot, vont être aménagées et intégrées au parcours muséal.

## Plan
Le château est de forme quadrangulaire et ses dimensions sont de 23 x 24 mètres. La façade sud dépasse légèrement au-dessus de l'entrée. Au centre se trouve une cour avec une colonnade. La tour commence dans un coin de la cour. Il y a des caves sous tout le château, et l'épaisseur des murs varie de 1,60 mètre à 80 centimètres. Le château est entouré de douves et est accessible via un pont-levis.

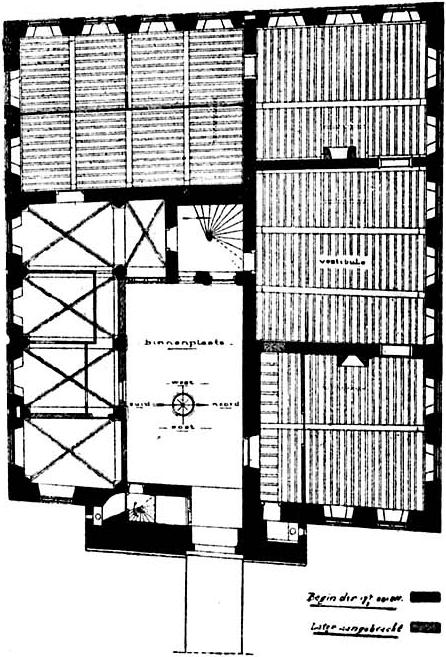
Le plan de la bâtisse.

## Sources
- (nl) Ce château sur le site web Nederlandse Middeleeuwse Kastelen (Châteaux moyenâgeux des Pays-Bas)
- (nl) IJsselstein sur le site Châteaux de la province d'Utrecht